# Denmark (Nowy Jork)
Denmark – miasto w Stanach Zjednoczonych, w stanie Nowy Jork, w hrabstwie Lewis.